# 光復屯門
光復屯門（英語：Reclaim Tuen Mun）為於2015年2月8日在香港新界屯門所發生的社會運動，由熱血公民、本土民主前線、學生前線及屯門人屯門事等激進民主派及本土派政治組織及社交網絡群組在網上發起，原因為抗議香港境內水貨客問題及爭取取消港澳個人遊一簽多行，目標與自2012年9月起發動的光復上水站的原因相近：來自中國大陸的水貨客充斥著屯門，從事走私活動，長期霸佔附近通道及巴士站，同時使到物價膨脹，嚴重影響居民生活。約400名網民響應社交網絡號召，集中到屯門水貨客的集散範圍示威，事件其後在屯門時代廣場演變成為警民衝突，警察機動部隊突然施放胡椒噴劑及使用警棍襲擊示威者及企圖鎮壓示威。衝突造成至少兩人受傷，13人被帶返警署。

## 前因

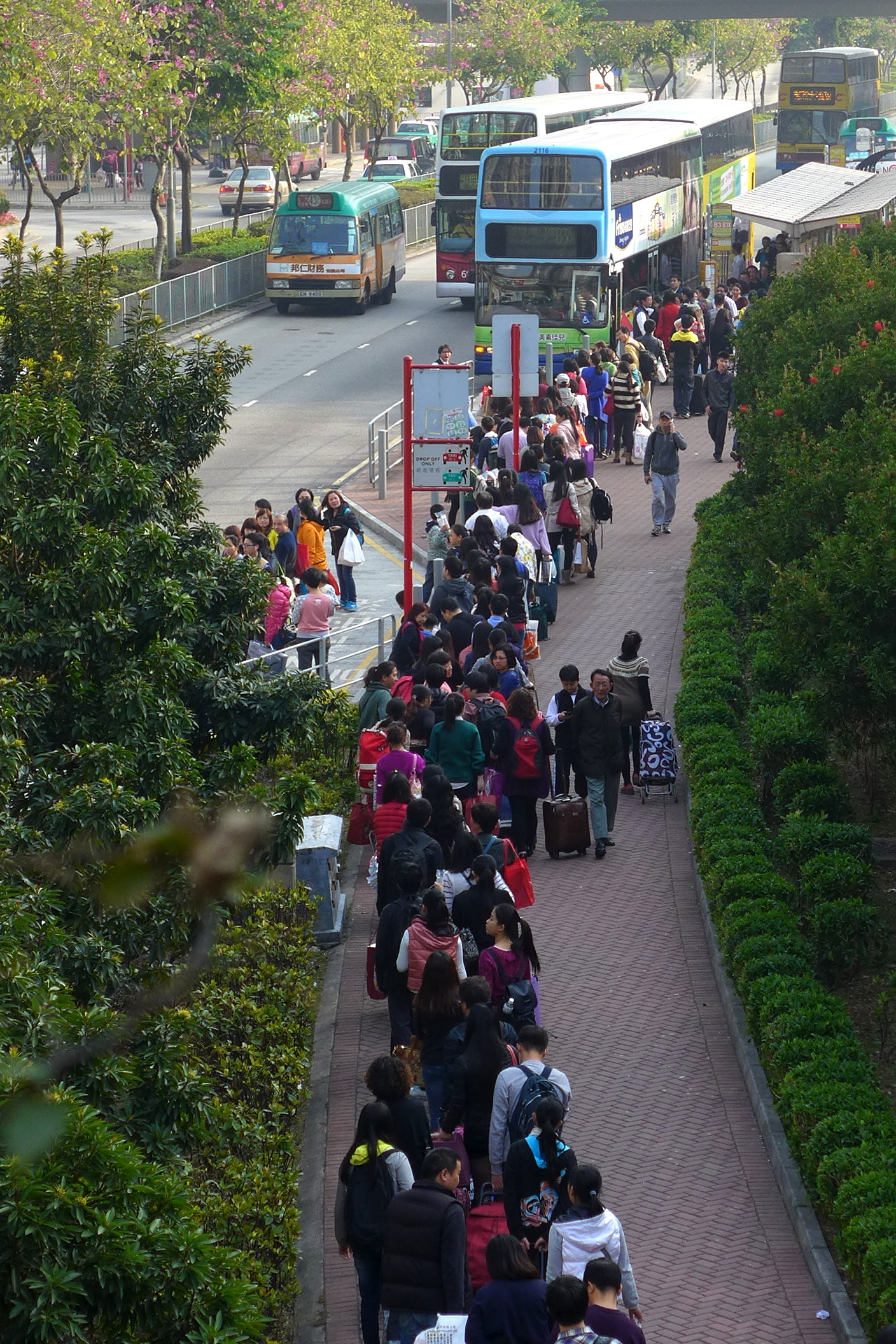
每日下午在屯門市中心均有大量乘客輪候城巴B3X線巴士，當中以中國大陸人為主。

香港境內水貨客問題一直存在，於港澳個人遊一簽多行政策推行後更踏上高峰。由於地理環境距離，東鐵線及西鐵線沿線覆蓋之地區均為水貨客之高度集散範圍，由早期的北區逐漸向南擴散至元朗區及屯門區。由於天水圍與屯門均有巴士路線往來深圳灣口岸，故此於2014年年中起，每逢午後皆有大批水貨客充滿巴士，以往返深圳灣口岸與屯門市中心之城巴B3X線的情況尤為嚴重，每日下午均有約200人輪候，高峰期間更高達約500人輪候，促使居民久久未能登車，嚴重影響生活節奏，更加劇泥鯭的士之問題；因此，亦恆常需要額外的警務人員駐足維持秩序。除了造成交通問題，亦引起了市場情況變動，嚴重影響基層居民生活模式。店舖對象由昔日集中與居民交易日常生活用品，逐漸改變為迎合跨境來訪的水貨客之購買習慣。屯門新墟就存在約30間藥房，當中大部份於2013年起開業。
2015年2月1日凌晨，有警務人員巡邏屯門鄉事會路輕鐵站對開發現城巴B3X巴士站被潑紅油，路線牌及附近牆壁被寫上「蝗虫滾出香港」等字眼。屯門區議會於翌日舉行會議討論有關問題，多名區議員要求有關部門在農曆新年高峰期實施人流管制措施，避免發生混亂情況。種種社會問題衍生，終於觸發政治組織發起仿效光復上水站之社會運動──光復屯門。

## 經過
2015年2月8日下午3時，約400名示威者響應社交網絡號召，從西鐵綫屯門站出發，前往水貨客的集散範圍示威，部分示威者持龍獅旗。示威者組織發言人表示，在香港政府推行港澳個人遊一簽多行政策後，大批水貨客湧進屯門區購物，除了令到物價膨脹，亦阻塞道路及交通工具，嚴重影響居民生活，故此要求有關部門撤銷政策。
示威者從屯門站步行至往來屯門及深圳灣口岸的城巴B3X線巴士站示威，向巴士報以噓聲及豎中指，以表達對該巴士站經常被大批水貨客所佔用的不滿，並且向懷疑水貨客叫囂，量度及檢查懷疑水貨客的行李重量尺寸，與此同時高呼「取消一簽多行」、「滾回大陸」及「大陸人飲中國奶」等口號，由警察機動部隊築成人鏈將雙方分隔，並且拉起封鎖線以保護商店職員。
示威者其後途經新墟仁政街包圍一間藥房，高呼「我要買口罩」及「鳩嗚」口號，場面開始混亂，引致藥房職員隨即關門；示威者遂堵塞其他未關門的藥房，並且辱罵警務人員。警察機動部隊傳令員首次高舉黃色旗幟，警告示威者目前所進行之行為涉嫌違反法例，有可能被檢控，期間一名男子涉嫌襲擊警務人員而被拘捕，被押解上警察車輛送返青山警署。
其後示威者分為多批，一批前往V City，另外一批則欲進入屯門市廣場，警察傳令員於是展示紅色旗幟，警告示威者停止衝擊，否則警察會使用武力，其後施放胡椒噴劑。同時，一批示威者與本地居民及中國大陸遊客口角。
示威者之後隨即經錦薈坊轉往屯門時代廣場二期示威，在商場內高呼口號，店舖職員紛紛關門，甚至有客人被一度困於店內；此外，部分示威者圍堵商鋪「價真棧」，又指罵店內顧客。至傍晚約6時，愈來愈多示威者走入商場內，有過百人，部份示威者拍打垃圾桶，警察要求商場保安人員封鎖入口，只准離開、不准進入；當時大部分商戶均已經關門。其中在商場其中一層扶手電梯口位置有大量示威者聚集，又與警務人員對峙。
至下午6時許，有報案人指出屯門時代廣場南翼出現不明氣體而感到身體不適，消防人員到場戒備，在現場未尋找到報案人。至晚上約7時，有人將一個3吋長的藥水樽拋向人群，藥水樽隨即爆開及立即傳出惡臭性的煙霧，附近人群立即散開，警務人員亦將該藥水樽檢走調查。期間，警察傳令員再展示紅色旗幟，示威者未有理會，而且向警務人員投擲雜物，引起警務人員數度在商場內施放胡椒噴劑及揮動警棍驅趕。衝突中雙方均有受傷，包括一名示威者和一名從後被人推跌、拉入人群後被十多人踢頭部，致昏迷及鄂骨受傷的警務人員需要由救護人員推送擔架床上救護車，再送往醫院接受醫療。於騷亂後，雙方及後一直在現場對峙近兩小時，至入夜後示威者人數漸減少至約50人，最後全數返回城巴B3X線示威，直至晚上接近11時自行散去。
此外，於晚上10時許，數十名示威者往青山警署門外聲援被拘捕者，青山警署隨即落閘，大批警務人員站在門外戒備；人群及至早上散去。

## 拘控
事件中共13人被拘捕，年齡介乎16至74歲，涉嫌非法集結、襲擊警務人員、阻礙公職人員執行職務、普通襲擊及公眾地方打鬥等。此外，在屯門時代廣場內外均發生合共兩宗縱火案件，另外位於屯門大會堂平台一個正在進行裝修工程的公眾廁所於同日晚上7時許同樣發生火警，消防人員處理火勢後初步調查起火原因，認為現場環境無自然起火原因，加上附近於相若時間前有垃圾桶被縱火，故此懷疑有人連環放火，遂一併交予屯門警區刑事調查隊第八隊處理及調查。
至翌日，10人被起訴非法集結、阻礙公職人員執行職務及襲擊警務人員等等罪名，並且被移交至屯門裁判法院提堂，各人暫時毋須答辯，獲准以500至3,000港元現金保釋，至同年4月9日應訊，期間必須遵守禁足令，9名疑犯不准踏足屯門時代廣場，而餘下一名涉嫌襲擊警務人員及居住天水圍的疑犯更不得進入屯門區。另外3人在警署獲保釋，等候查辦，需要於同年3月上旬返回警署報到。案件於同年4月10日再次提堂，控方在律政司指示下，撤銷對其中8名被告的控罪，另外兩名被告則分別否認於阻礙公職人員執行職務及襲擊警務人員的罪名，兩人的案件分別於同年6月22日及25日審訊。
同年2月15日早上7時許，一名有份參與光復屯門之示威者在將軍澳被拘捕，於同日下午獲保釋，等候查辦，需要於同年3月上旬返回警署報到。
一名16歲女生被指於2月8日參與「光復屯門」期間，於屯門時代廣場用雙手撐著扶手電梯阻撓警員通過，原被控一項阻差辦公罪。但因被告承認案情，控方于同年6月25日不提證供起訴，女生獲准以1000元現金簽保守行為12個月。裁判官水佳麗指，干擾旅客及店舖的行為對旅客及店舖不公，但裁判官指出，旅客過多責任在於政府身上。
此外，光復行動展開前1月24號至2月1日期間，上水多個水貨客分貨點與水貨店鋪的貨物被人偷砸汽油彈襲擊，有店舖大閘被噴上「香港建國」等字句。警方就事件拘捕三人，稍後在其寓所再撿獲斧頭、鐵撬、電筒及鐵鏟，以及一些紗布、粉筆及「香港建國」揮春等宣傳標語。

## 影響
一名藥房負責人向無線電視記者表示，事發時正值周日交易高峰期間，因為光復屯門而數小時不能夠營業，致使生意數額下跌4成。他又指出，其顧客主要為一般中國大陸人和香港人，不察覺為水貨客，因此認爲示威者不應該針對店舖。而屯門市廣場、V City及屯門時代廣場均表示取消城巴B3X線車票換領優惠。
中國內地學生留港或在港就業申請，2014年為9700多宗，但今年首五個月只有915宗，僅是去年總數的9%，至於來港就讀方面，2014年的1萬9600多宗，但今年首五個月只有4600多宗，僅為去年總數的24%。事實上2015年報讀香港理工大學和嶺南大學的內地生，分別較去年跌34.5和40%。香港教育界立法會議員葉建源分析，中港矛盾和內地經濟發展是他們不願來港工作的兩大因素。

## 回應
青山分區指揮官戴雄健於事後對肇事示威者予以強烈譴責，表示早前收到有關團體於當日在屯門的公眾遊行及集會的申請，雙方就遊行路線等細節達成共識，「不反對通知書」當中列明附加條件，要求有關團體必須確保有秩序及和平地進行公眾遊行及集會活動。然而，部份參與者明顯地作出不法行為，並無依照遊行路線、搗亂商場及作出挑釁性行為，企圖製造混亂事端，影響公眾安全，更對自身及其他在場者構成危險。被問及在商場室內範圍施放胡椒噴霧之決定，戴雄健表示乃經過專業判斷，目標是令到在場人等停止激進行為。他又重申，警察遵重任何人示威的權利，然而如果存有任何違法行為，都會果斷執法。
事件發生同日，入境事務處處長陳國基表示香港境內水貨客問題已經受到控制，大部分來訪香港的中國大陸旅客均為購物者，僅少數人為水貨客；臨近農曆新年，多了中國大陸來訪香港購買屬於正常旅遊活動，入境事務處人員會留意有否多了水貨客出入境，惟暫時未見到有水貨客數量明顯增加之跡象。他寄望香港人不要誤會中國大陸人一定為水貨客，水貨客亦不一定是中國大陸人。他又指出，入境事務處一直都關注中國大陸人在香港從事未經批准的活動，包括攜帶水貨等等，並且一直都有執法，自2012年9月以來，共拒絕約25,000名中國大陸懷疑水貨客入境。

## 迴響
- 屯門鄉事委員會主席兼屯門區議會當然區議員何君堯透露，事前已經得悉有該活動，對方亦有邀請他人參與，惟得悉對方目的並非水貨客，而是借題發揮，估計對方立心不良，最終婉拒。何君堯指出，香港人足跡遍布世界各地，同樣都會大量購物，同樣獲賓至如歸的款待，呼籲大家將視野看闊些。何君堯表示，香港貨品質素高，受到中國大陸消費者歡迎為香港優勢，香港人不應該拒人於千里外。他又表示，認同香港必須檢討本身承受能力，做好配套措施，有關部門應檢討如何平衡一簽多行政策對香港帶來的利弊。屯門區議會區議員陳雲生指出，地區人士一直密切留意中國大陸旅客過境購物問題，造成行人路及馬路擠塞主要是交通及管理未能夠配合實際情況，區議會已經就此展開跟進。陳雲生又指出，屯門鄰近深圳蛇口，來訪香港購物的中國大陸旅客主要添置生活必需品，而非水貨客。今次在屯門搗亂的示威者完全扭曲事實，將民生問題政治化，目的是為配合某些立法會議員，方便他們在立法會打擊香港政府施政，以及針對中央政府管治。民建聯屯門區議會區議員龍瑞卿批評，示威者行為具攻擊性，影響居民生活，絕不能夠認同，「我當時在現場，不少人擠在商場南翼，居民都無法進入商場，感到很無奈。」她又認為，「針無兩頭利」，SARS事件期間，屯門商場生意慘淡，大小商戶叫苦連天，現在生意轉好，有人卻不滿消費者光顧。目前，屯門區議會已經展開討論，希望能夠維持營商環境及居民生活上之便利。
- 新界西地區直選民建聯立法會議員陳恒鑌表示，中國大陸旅客來訪香港購物，對香港經濟有正面作用，若果市民認為中國大陸遊客來訪香港購物影響屯門區的交通、造成人流擠塞，應該從研究如何疏導交通及人流等等方面入手，而非透過激進行為影響商店正常運作。從新聞報道中了解，當時秩序相當混亂，警察需要使用胡椒噴劑；這些示威者公然破壞社會秩序，已經超出表達訴求的界線，亦將影響香港「購物天堂」的美譽，故此社會應該予以譴責[30]。
- 批發及零售界自由黨立法會議員方剛認為水貨客問題需要從源頭解決，倡議香港政府盡快興建邊境商業城，呼籲屯門區及北區居民暫時忍耐，他更提出需要撤銷「限奶令」，讓香港嬰兒優先登記購買奶粉，以減少水貨客搶購情況。
- 民建聯於同月9日發表聲明，強烈譴責「光復屯門」，直斥參與者的行為粗暴，衝擊社區，擾亂居民，且與暴徒無異。與此同時，民建聯促請有關部門嚴格執法，切實地做好人流管理，避免旅客的正常消費活動影響居民的日常生活，長遠更應該積極考慮發展邊境購物城，疏導中國大陸旅客前往消費[31]。
- 香港旅遊發展局主席林建岳於同月9日批評光復屯門活動破壞香港安寧，是一小撮人的行為，影響香港對外形象[32]。他指出香港政府正在處理旅客承載力報告，公眾不應該怪罪於中國大陸遊客[33]。他建議吸納更多過夜客，建議開放港澳個人遊予非廣東省城市，對香港有利[34]。
- 香港行政長官梁振英於同月10日早上出席行政會議前表示，年近歲晚，會有比較多中國大陸人來到香港辦理年貨，水貨客當中有中國大陸人，亦有香港人，強調香港政府非常重視水貨客對居民所造成的影響。香港政府除了設立跨部門工作小組負責協調交通運輸、街道管理及口岸進出等問題，亦與中央政府溝通，停止深圳非戶籍居民一簽多行之政策。他指出，香港政府不能夠接受讓小部分人以衝擊商場或者滋擾社會秩序安寧的方法表達不滿，凡是出現此樣情況或者任何違法行為，包括於工廠違規經營的行為，香港政府都會嚴厲依法辦事[35]。

## 相關參見
- 上水站
- 光復上水站
- 捍衛沙田
- 光復元朗
- 遊覽完上水去屯門
- 港澳個人遊
- 香港城邦自治
- 香港獨立運動
- 光復東涌
- 光復屯門公園